# Tour de France de 1995
O Tour de France 1995 foi a 82º Volta a França, teve início no dia 1 de Julho e concluiu-se em 23 de Julho de 1995. O vencedor foi Miguel Induráin.

## Resultados

### Classificação geral
| Class. | Nome              | País      | Equipa        | Tempo       |
| ------ | ----------------- | --------- | ------------- | ----------- |
| 1      | Miguel Induráin   | Espanha   | Banesto       | 92h 44' 59" |
| 2      | Alex Zülle        | Suíça     | ONCE          | 4' 35"      |
| 3      | Bjarne Riis       | Dinamarca | Gewiss-Ballan | 6' 47"      |
| 4      | Laurent Jalabert  | França    | ONCE          | 8' 24"      |
| 5      | Ivan Gotti        | Itália    | Gewiss-Ballan | 11' 33"     |
| 6      | Melcior Mauri     | Espanha   | ONCE          | 15' 20"     |
| 7      | Fernando Escartín | Espanha   | Mapei-GB      | 15' 49"     |
| 8      | Tony Rominger     | Suíça     | Mapei-GB      | 16' 46"     |
| 9      | Richard Virenque  | França    | Festina       | 17' 31"     |
| 10     | Hernan Buenahora  | Colômbia  | Kelme-Avianca | 18' 50"     |